# Floresville (Teksas)
Floresville je grad u američkoj saveznoj državi Teksas. Prema popisu stanovništva iz 2010. u njemu je živjelo 6.448 stanovnika.